# Dorsa Burnet
Dorsa Burnet – grupa grzbietów na powierzchni Księżyca  o średnicy około 194 km. Dorsa Burnet znajduje się na współrzędnych selenograficznych ☾ 28,4°N 57,0°W/28,400000 -57,000000 na obszarze Oceanus Procellarum.
Nazwa grzbietu została nadana w 1976 roku przez Międzynarodową Unię Astronomiczną i pochodzi od Thomasa Burneta (1635-1715), angielskiego badacza Ziemi.